# ブッチャーペーパー
ブッチャーペーパー（英:Butcher paper）は、厚手の洋紙の一種。

## 概要
ブッチャーペーパーは主に欧米で用いられる紙で、直訳すると食肉店の紙となる。これは、主に肉や魚を包むのに用いられ、また食肉店で売られていたためにこの名前がついた。ブッチャーペーパーは、通常、大きなロールで売られており、必要な量を切り分けて使用する。漂白されているため白く、クラフト紙のパルプが原料なので厚手で丈夫、ある程度の耐油性・耐水性を持ち、価格も安価なため広く用いられている。
ブッチャーペーパーは、その特徴から多種多様な分野に用いられており、肉以外の包装紙としてはもちろんのこと、小児の工作や図画用紙として、塗装の際の養生などにも用いられる。